# Ameletus janetae
Ameletus janetae is een haft uit de familie Ameletidae. De wetenschappelijke naam van de soort is voor het eerst geldig gepubliceerd in 2010 door Kondratieff & Meyer.
De soort komt voor in het Nearctisch gebied.